# ساوتپورت، کوئینزلند
ساوتپورت (به انگلیسی: Southport) یک شهر در استرالیا است که در Gold Coast City واقع شده‌است.